# Небикон
Небикон (нем. Nebikon) — коммуна в Швейцарии, в кантоне Люцерн. 
Входит в состав округа Виллизау. Население составляет 2169 человек (на 31 декабря 2006 года). Официальный код — 1137.

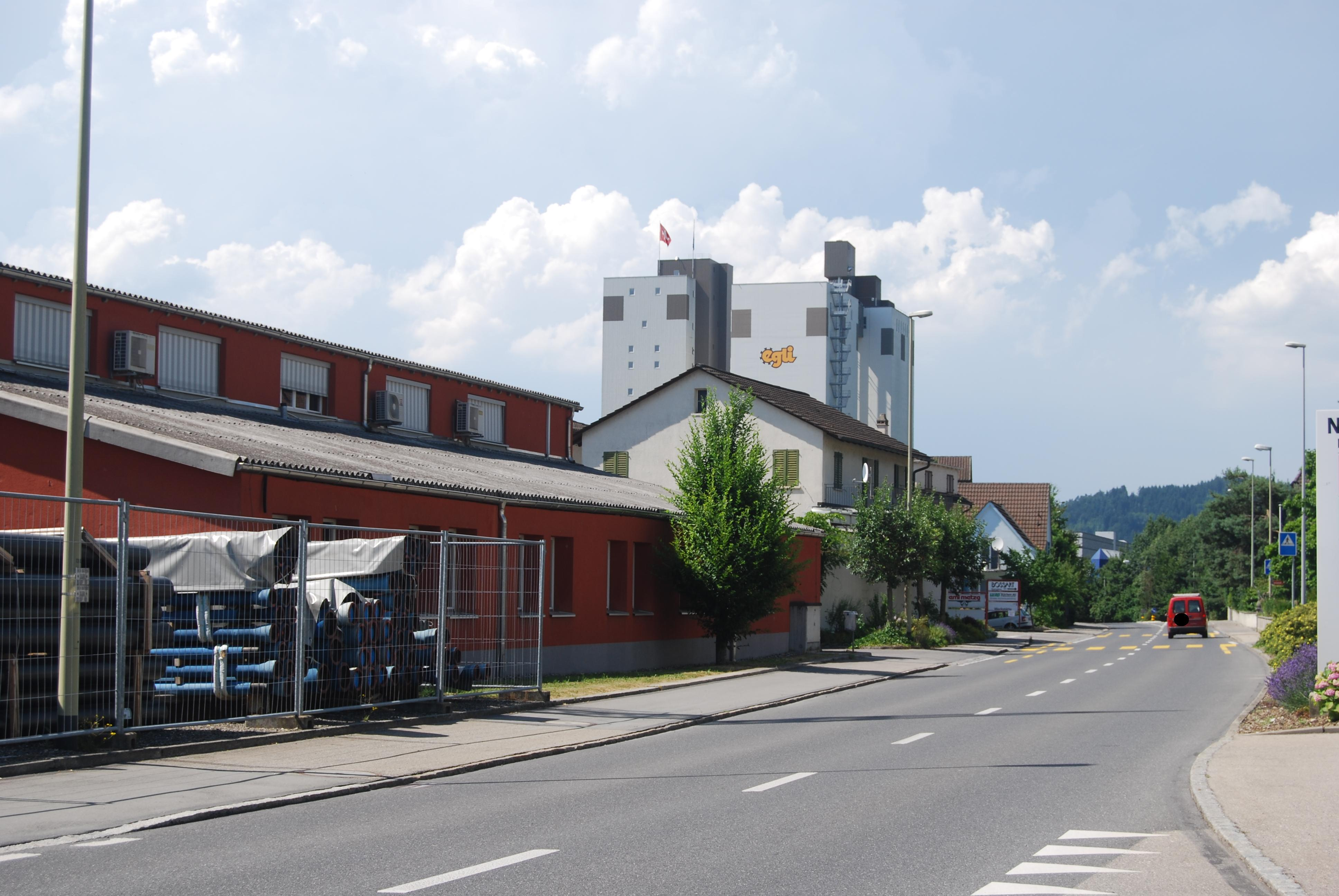
Небикон